# Лесли, Стюарт
Его превосходительство Стюарт Лесли (англ. H.E., Stuart Leslie; род. 30 сентября 1964) — государственный служащий и посол Белиза. Он занимал пост постоянного представителя Белиза при Организации Объединённых Наций с 2000 по 2005 год. Он занимал должность главного уполномоченного по выборам в Белизе с сентября 2005 по декабрь 2006 года. В январе 2006 года получил новое назначение в качестве посла по торговле в Министерстве иностранных дел и внешней торговли. В настоящее время он является секретарём кабинета министров и главой администрации достопочтенного премьер-министра Белиза Джона Брисеньо.
После выхода на пенсию сэра Колвилла Янга 30 апреля 2021 года Лесли стал исполняющим обязанности генерал-губернатора Белиза. Лесли занимал эту должность до приведения к присяге Фройлы Цалам в качестве нового генерал-губернатора.
В мае 2023 года Лесли участвовал в составе делегации Белиза на церемонии коронации Карла III, короля Белиза, Соединённого Королевства и других королевств Содружества, в качестве секретаря кабинета министров. В частности, он сопровождал даму Фройлу Цалам и министра образования, культуры, науки и технологий Франсиса Фонсеку.